# SD Compostela
Sociedad Deportiva Compostela (SD Compostela eller SD Compostela) er en spansk fodboldklub som spiller i den næstbedste spanske række Segunda División B.

## Spillerhold
| Nr. | Land    | Position | Spiller         |
| --- | ------- | -------- | --------------- |
| 1   | Uruguay |          | Pato Guillén    |
| 2   | Spanien |          | Saro            |
| 3   | Spanien |          | Sergio Pereira  |
| 4   | Spanien |          | Álvaro Casas    |
| 5   | Spanien |          | Bicho           |
| 6   | Spanien |          | David Soto      |
| 7   | Spanien |          | Miki            |
| 8   | Spanien |          | Roberto Baleato |
| 9   | Spanien |          | Primo           |
| 10  | Spanien |          | Josiño          |
| 11  | Spanien |          | Jimmy           |
| 13  | Spanien |          | Borja Rey       |

| Nr. | Land      | Position | Spiller         |
| --- | --------- | -------- | --------------- |
| 14  | Spanien   | MI       | Samu            |
| 15  | Spanien   |          | Joel            |
| 16  | Argentina |          | Matías Vesprini |
| 17  | Spanien   |          | Gabri Palmás    |
| 18  | Spanien   |          | Brais Abelenda  |
| 19  | Spanien   |          | Guille Torres   |
| 20  | Spanien   |          | Hugo Sanmartín  |
| 21  | Spanien   |          | Pablo Antas     |
| 22  | Argentina |          | Juampa          |
| 24  | Spanien   |          | Manu Rivas      |
| 28  | Spanien   |          | Yosi            |
| 31  | Spanien   |          | Iago            |